# Eslovenia en los Juegos Olímpicos de Tokio 2020
Eslovenia estuvo representada en los Juegos Olímpicos de Tokio 2020 por un total de 53 deportistas que compitieron en 14 deportes. Responsable del equipo olímpico fue el Comité Olímpico Esloveno, así como las federaciones deportivas nacionales de cada deporte con participación.
Los portadores de la bandera en la ceremonia de apertura fueron el jugador de tenis de mesa Bojan Tokič y la piragüista Eva Terčelj.

## Medallistas
El equipo olímpico de Eslovenia obtuvo las siguientes medallas:
| Nombre          | Deporte               | Competición    |
| --------------- | --------------------- | -------------- |
| Oro             |                       |                |
| Primož Roglič   | Ciclismo en ruta      | Contrarreloj M |
| Janja Garnbret  | Escalada              | Combinada F    |
| Benjamin Savšek | Piragüismo en eslalon | C1 M           |
| Plata           |                       |                |
| Tina Trstenjak  | Judo                  | –63 kg F       |
| Bronce          |                       |                |
| Tadej Pogačar   | Ciclismo en ruta      | Ruta M         |